# Dorian Çollaku
Dorian Çollaku (ur. 2 czerwca 1977 w Tiranie) – albański lekkoatleta, młociarz, olimpijczyk z Aten i Pekinu.

## Kariera
W 1996 zadebiutował na arenie międzynarodowej, uczestnicząc w mistrzostwach świata juniorów w Sydney. W eliminacjach zajął 8. pozycję z rezultatem 59,72 m, nie zakwalifikował się on do finałowej części konkursu. W 1997 wziął udział w mistrzostwach Europy U-23, ponownie bez większych sukcesów. W latach 1997–1998 zdobył dwa brązowe medale mistrzostw krajów bałkańskich rozegranych w Atenach i Belgradzie.
W 1998 roku pierwszy raz wystartował w mistrzostwach Europy seniorów, w swej konkurencji zajął 17. pozycję z rezultatem 64,88 m. W 2001 roku zdobył złoty medal mistrzostw kraju, dzięki rezultatowi 69,70 m.
Dwukrotnie reprezentował swój kraj na letnich igrzyskach olimpijskich. W 2004 uzyskał rezultat 70,06 m dający 16. pozycję i odpadł w eliminacjach, natomiast w 2008 roku uzyskał rezultat 70,98 m – ten wynik plasował go na 15. pozycji, która również nie gwarantowała awansu do finału.
W 2005 i 2007 brał udział w mistrzostwach świata seniorów, w Helsinkach osiągnął rezultat 58,83 m, w Osace zaś – 68,30 m. Oba te wyniki dawały Albańczykowi 13. pozycję w eliminacjach.
Od 2009 bierze udział wyłącznie w zawodach lekkoatletycznych rozgrywanych w Finlandii. Jednak w 2011 startował w drużynowych mistrzostwach Europy, które rozegrano w Reykjavíku, w swej konkurencji osiągnął rezultat 66,70 m plasujący go na 4. pozycji.

## Osiągnięcia
| Rok     | Zawody                         | Miasto    | Miejsce | Kategoria   | Wynik (m) |
| ------- | ------------------------------ | --------- | ------- | ----------- | --------- |
| 1996    | Mistrzostwa świata juniorów    | Sydney    | 8.      | rzut młotem | 59,72     |
| 1997    | Mistrzostwa krajów bałkańskich | Ateny     | 3.      | rzut młotem | 64,58     |
| 1997    | Mistrzostwa Europy U-23        | Turku     | 16.     | rzut młotem | 63,06     |
| 1998    | Mistrzostwa krajów bałkańskich | Belgrad   | 3.      | rzut młotem | 69,94     |
| 1998    | Mistrzostwa Europy             | Budapeszt | 17.     | rzut młotem | 64,88     |
| 1999    | Mistrzostwa Europy U-23        | Göteborg  | 10.     | rzut młotem | 68,58     |
| 2001    | Mistrzostwa Albanii            | Tirana    | 1.      | rzut młotem | 69,70     |
| 2002    | Mistrzostwa Europy             | Monachium | 16.     | rzut młotem | 67,47     |
| 2002    | Igrzyska krajów bałkańskich    | Bukareszt | 5.      | rzut młotem | 69,20     |
| 2003    | Mistrzostwa krajów bałkańskich | Teby      | 4.      | rzut młotem | 68,43     |
| 2004    | Mistrzostwa krajów bałkańskich | Stambuł   | 4.      | rzut młotem | 69,29     |
| 2004    | Letnie igrzyska olimpijskie    | Ateny     | 16.     | rzut młotem | 70,06     |
| 2005    | Mistrzostwa świata             | Helsinki  | 13.     | rzut młotem | 58,83     |
| 2007    | Mistrzostwa świata             | Osaka     | 13.     | rzut młotem | 68,30     |
| 2008    | Letnie igrzyska olimpijskie    | Pekin     | 15.     | rzut młotem | 70,98     |
| 2011    | Drużynowe mistrzostwa Europy   | Reykjavík | 4.      | rzut młotem | 66,70     |
| 2012    | Mistrzostwa Europy             | Helsinki  | 15.     | rzut młotem | 59,92     |
| Źródło: |                                |           |         |             |           |